# NGC 7023
NGC 7023 је расејано јато са рефлексионом маглином у сазвежђу Цефеј које се налази на NGC листи објеката дубоког неба.
Деклинација објекта је + 68° 10' 10" а ректасцензија 21h 1m 35,5s. Привидна величина (магнитуда) објекта NGC 7023 износи 13,0 а фотографска магнитуда 7,1. NGC 7023 је још познат и под ознакама OCL 235, LBN 487.